# Tramvajová trať Most DP – Velebudice

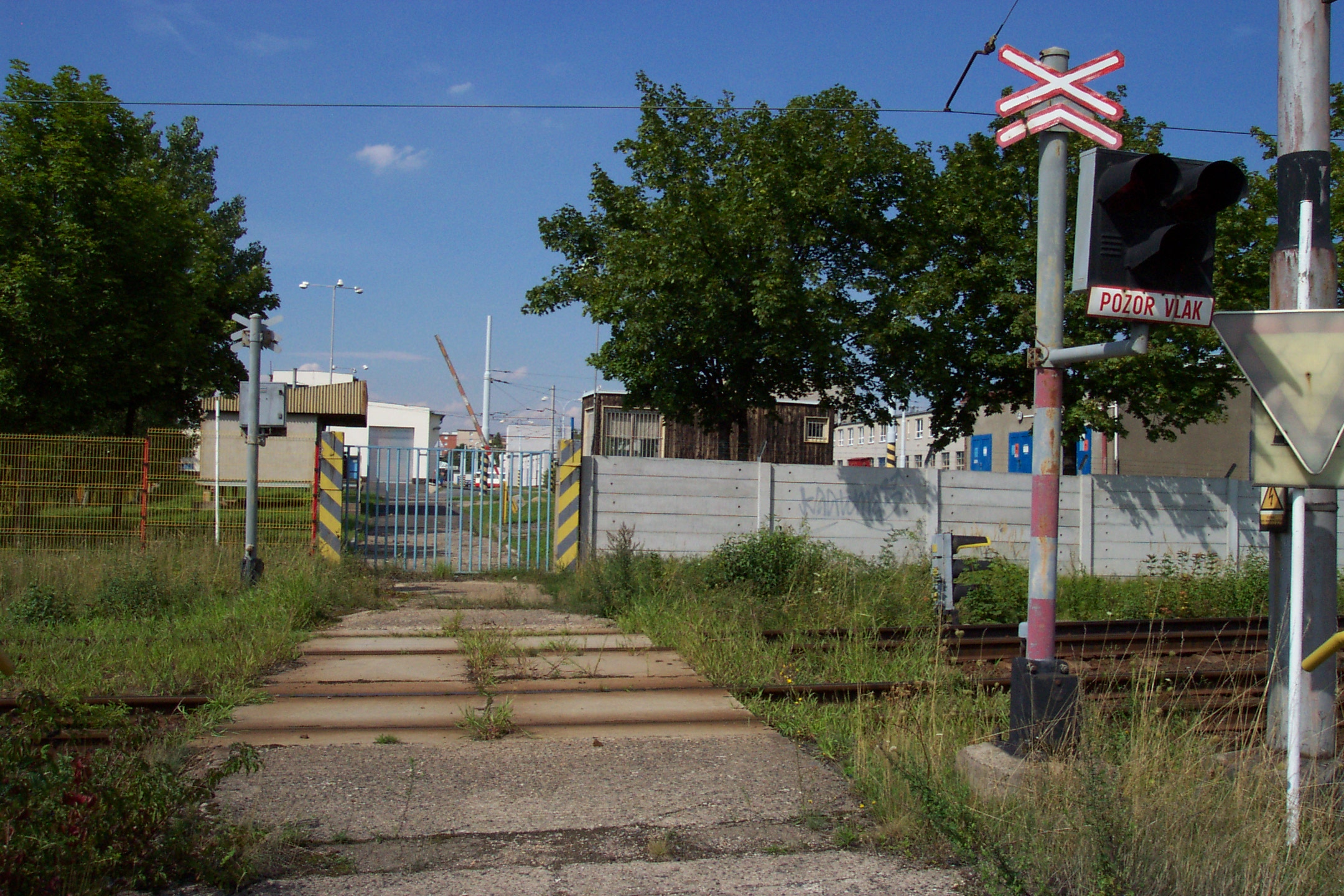
Jedno z křížení trati s pozemní komunikací je označeno jako železniční přejezd

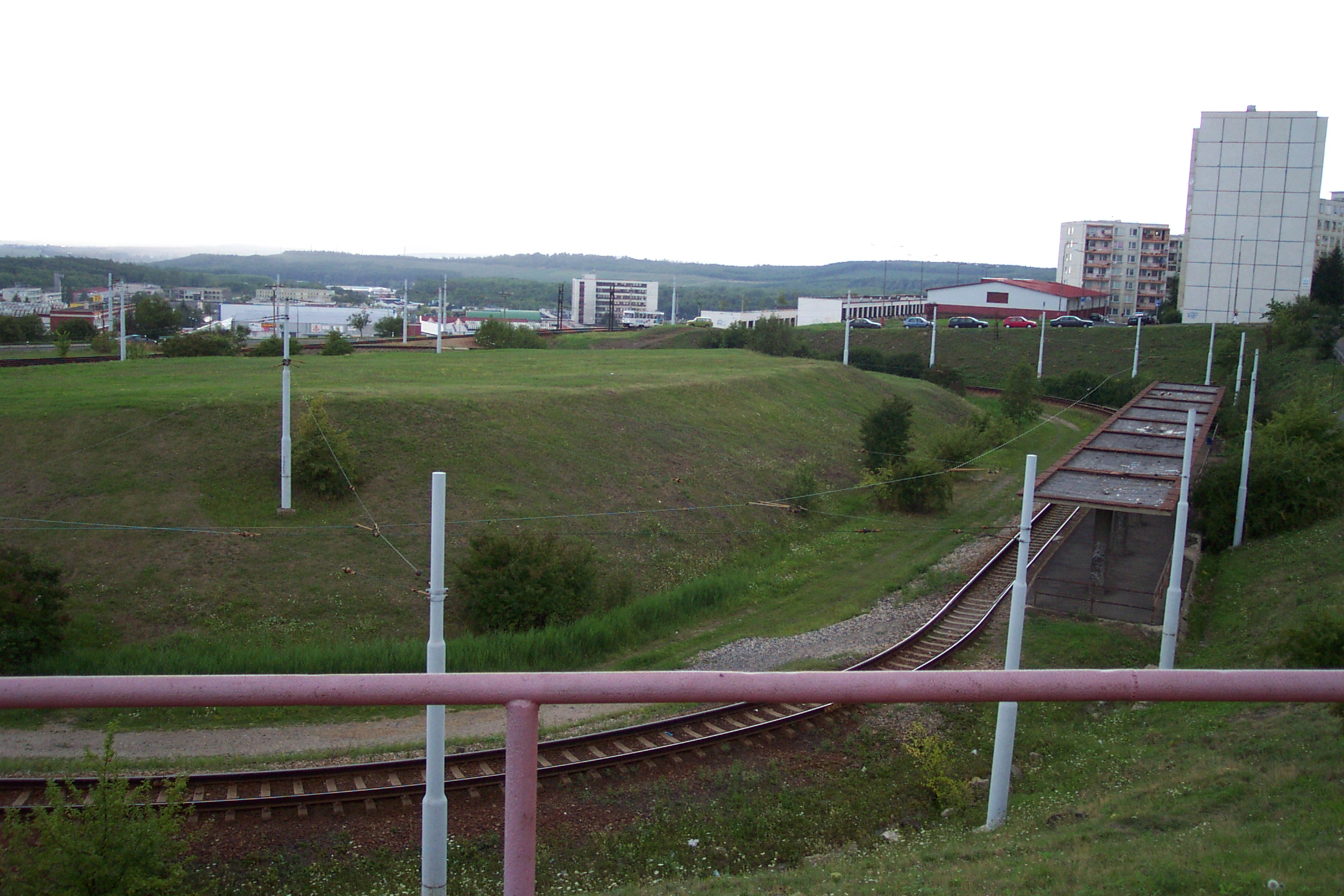
Rozsáhlá tramvajová smyčka ve Velebudicích

Tramvajová trať Most DP – Velebudice je jedna z tramvajových tratí v Mostě, napojená na místní tramvajovou síť.

## Historický vývoj
Mezi lety 1979 a 1982 probíhala rekonstrukce celé sítě mosteckých tramvají. V rámci ní byla kromě přestavby těch tratí stávajících postavena i tato nová trať, jejímž účelem bylo zlepšit dopravní obslužnost pro rozrůstající se jihovýchodní cíp nového Mostu a novou průmyslovou čtvrť ve Velebudicích. Otevření trati se konalo roku 1981, a je to zatím poslední a nejnovější tramvajová trať v Mostě.

## Charakter trati a její trasa
Celý úsek je budován segregovaně, tzn. mimo pozemní komunikace. Je dvoukolejný, koleje jsou položené na pražcích, svršek trati je otevřený. Celý je dlouhý asi necelé dva kilometry. Začíná u vozovny Most, kde kříží místní tramvajovou smyčku v její ose (je to jediné křížení svého druhu v Česku[zdroj?]), poté pokračuje na jih a po asi sto metrech zahýbá východním směrem. Tam začíná stoupání, trať pokračuje podél závodu Severografia až ke své konečné do Velebudic, kde je ukončena relativně velkou smyčkou.
Zastávky:
- Most, Dopravní podnik
- Most, Severografia
- Most, Velebudická (do roku 2015 Most, INTERSPAR; do roku 2003 Most, Velebudice)